# 호리노우치역
호리노우치역(일본어: 堀ノ内駅、ほりのうちえき, 영어: Horinouchi Station)은 일본 가나가와현 요코스카시 미하루초 3초메 45번에 있는 게이힌 급행 전철의 역이다. 역번호는 KK61.

## 타는 곳

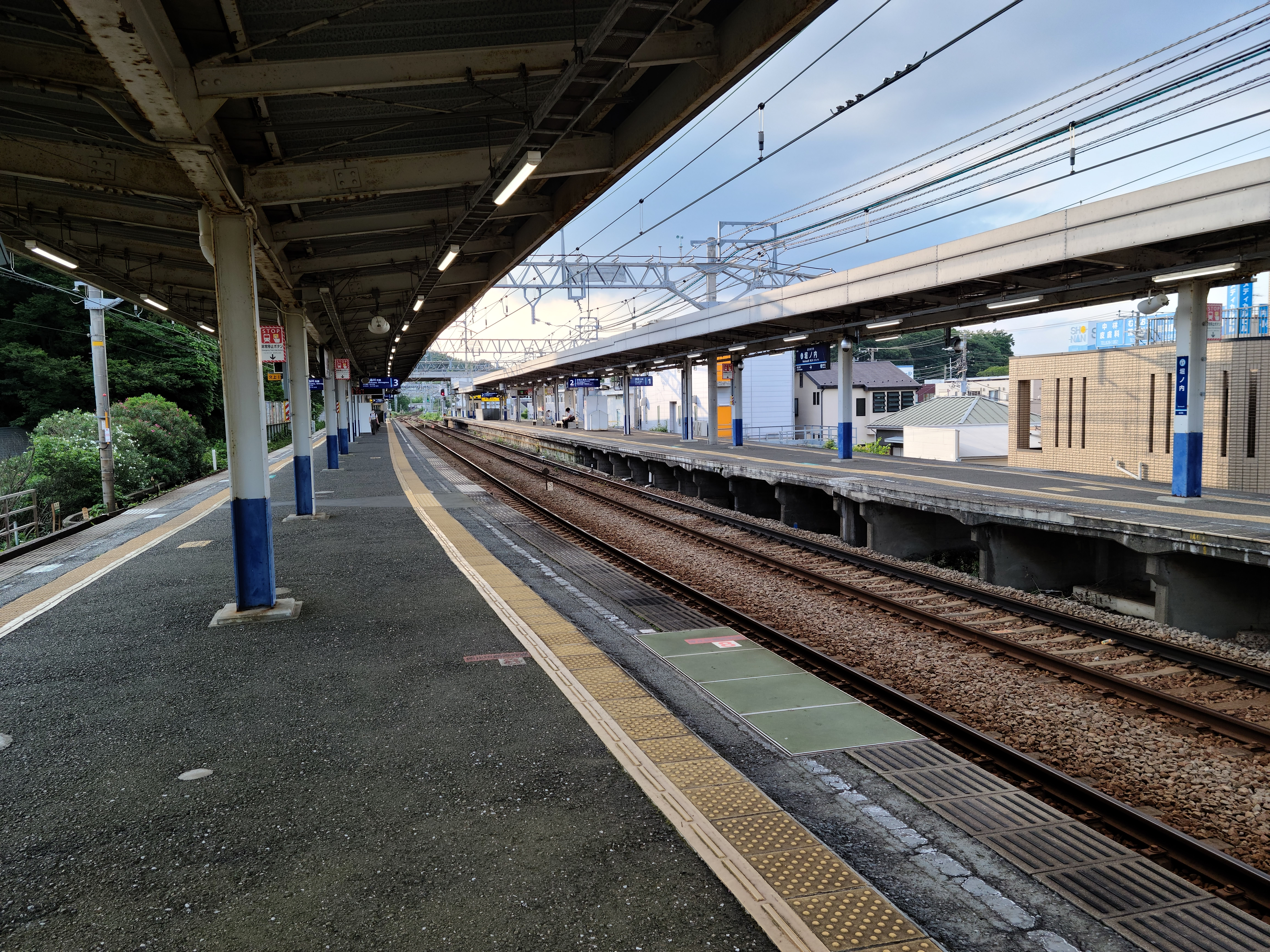
승강장

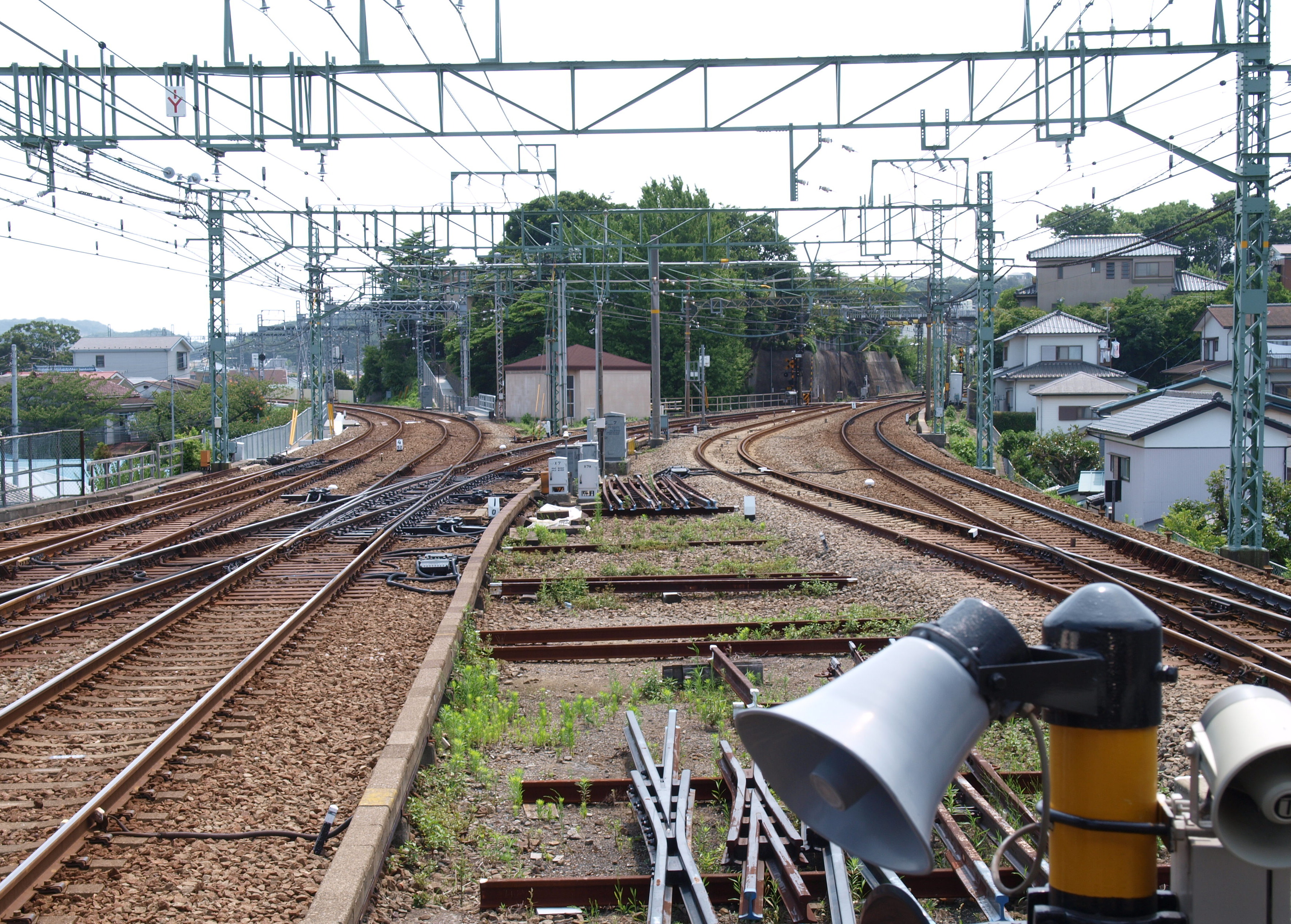
호리노우치역 우라카 방 배선. 왼손 안쪽이 본선 우라가, 오른쪽 안쪽이 구리하마선 미사키구치향함 (2010년 8월)

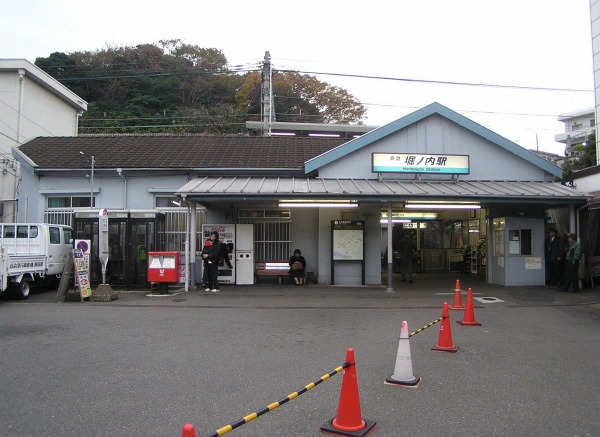
구역사

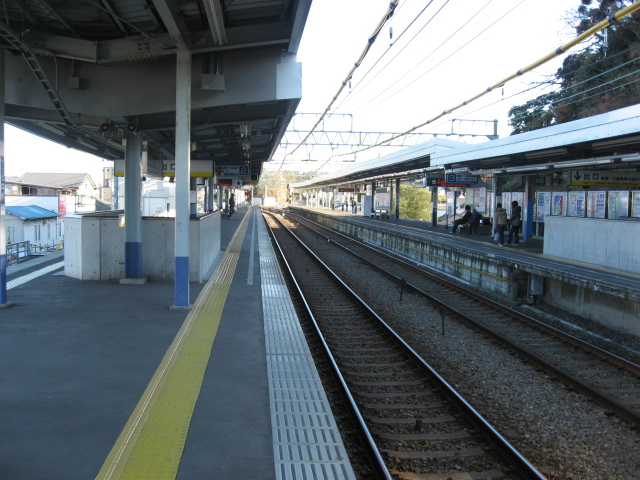
2007년 승강장

혼합식 승강장(섬식 2면 4선)의 지상역이다. 경사지에 만들어졌기 때문에 개찰구는 승강장 아래에 있다. 우라가 역 방면으로 본선과 구리하마 선이 평면 교차 형태로 분기한다.
이 역은 구리하마 선의 기점역이지만, 유치선 등의 설비는 없고, 구리하마 선 열차는 일부를 제외하고 본선의 요코하마·시나가와 방면으로 직접 통행한다. 다만 현립대학역 방면에 편이동선이 있어, 이른 아침이나 야간을 중심으로 시발·종착 열차나 우라가 방면과 구리하마에 있는 차고와의 사이를 주행하는 회송 열차 등이 올라와 본선에서 되돌아 간다.
쾌특이나 특급의 대부분은 구리하마 선 방면으로 운행되어 본선은 오히려 지선 같이 취급된다. 덧붙여 이 역에서 우라가 방면과 게이큐 구리하마 방면은 모든 열차가 각 역 정차이다.
| 1·2 | 본선        |                | 우라가 방면 |
| 2   | 구리하마 선 |                | 게이큐 구리하마·미사키구치 방면 |
| 3   | 본선        | 주로 보통열차  | 요코스카 중앙·요코하마·시나가와 방면 ○ 도쿄 도 교통국 아사쿠사 선 니혼바시·아사쿠사·오시아게 방면 게이세이 전철 아오토·게이세이 다카사고 방면 |
| 4   | 본선        | 주로 쾌특·특급 | 요코스카 중앙·요코하마·시나가와 방면 ○ 도쿄 도 교통국 아사쿠사 선 니혼바시·아사쿠사·오시아게 방면 게이세이 전철 아오토·게이세이 다카사고 방면 |

- 원칙은 1번 선은 본선 하행 열차 전용, 2번 선은 구리하마 선 하행 열차, 3번 선은 본선 상행 열차, 4번 선은 구리하마 선 상행 열차가 사용한다.
- 선로 배치상 1번 선으로부터 구리하마 선 방면에, 구리하마 선 방면에서 3번 선, 본선 방면에서 4번 선에 출입은 할 수 없다. 본선·구리하마 선 모두 출입 가능한 것은 2번 선뿐이다.

## 역세권 정보
- 국도16호선

## 역사
- 1930년 4월 1일 - 현재 위치보다 요코스카 중앙쪽으로 180m 정도 위치에 요코스카 호리우치 가역(임시로 개설한 역)으로서 개업.
- 1936년 6월 - 역으로 승격.
- 1941년 11월 1일 - 쇼난 전기 철도와 게이힌 전기 철도가 합병, 게이힌 전기 철도의 역이 된다.
- 1942년 11월 1일 - 구리하마 선이 구리하마 역(가역, 현 게이큐 구리하마 역)까지 개통, 현재 위치로 옮김.
- 1942년 5월 1일 - 게이힌 전기 철도가 도쿄 요코하마 전철에 합병. 도쿄 급행 전철(다이토큐)의 역이 된다.
- 1948년 6월 1일 - 게이힌 급행 전철이 발족, 게이힌 급행 전철의 역이 된다.
- 1961년 9월 1일 - 호리노우치 역으로 개칭.
- 1999년 7월 31일 - 특급 정차역에서 쾌특 정차역으로 승격.
- 2008년 11월 21일 - 열차 접근 멜로디가 와타나베 마치코의 "갈매기가 난 날"(かもめが翔んだ日)로 바뀜.

## 인접역
| 게이힌 급행 전철 ■ 본선・구리하마선 | 게이힌 급행 전철 ■ 본선・구리하마선 | 게이힌 급행 전철 ■ 본선・구리하마선 |
| ----------------------------------- | ----------------------------------- | ----------------------------------- |
| KK59 요코스카중앙 시나가와 방면     | 【구리하마선】 ■ 쾌특 ■ 특급        | KK65 신오쓰 미사키구치 방면         |
| KK59 요코스카중앙 시나가와 방면     | 【본선】 ■ 특급                     | KK62 게이큐 오쓰 우라가 방면        |
| KK60 겐리쓰다이가쿠 시나가와 방면   | 【본선】 ■ 보통                     | KK62 게이큐 오쓰 우라가 방면        |
| KK60 겐리쓰다이가쿠 시나가와 방면   | 【구리하마선】 ■ 보통               | KK65 신오쓰 게이큐 구리하마 방면    |